# فرودگاه شهری بلین
فرودگاه شهری بلین (به انگلیسی: Blaine Municipal Airport) یک فرودگاه همگانی بهره‌برداری هوایی با کد یاتا BWS است که یک باند فرود آسفالت دارد و طول باند آن ۷۷۴ متر است. این فرودگاه در شهر بلین، واشینگتن کشور ایالات متحده آمریکا قرار دارد و در ارتفاع ۲۳ متری از سطح دریا واقع شده‌است.